# 지방도 제581호선
지방도 제581호선은 전북특별자치도 무주군 설천면 무항삼거리와 충청북도 영동군 양강면 묵정리를 잇던 충청북도의 지방도이다.
전북특별자치도 구간은 국가지원지방도 제49호선과 중복되어 시작되며 충청북도 영동군 구간은 도덕재 고개를 넘어 학산면과 용화면을 연결하는 역할을 한다.
2017년 7월 7일 지방도 노선 변경으로 전 구간 지방도 제505호선에 편입되면서 폐지되었다.

## 연혁
- 2003년 2월 14일 : 충청북도 구간 노선 재지정[1]
- 2008년 12월 26일 : 지방도 도로구역 지정[2]
- 2017년 7월 7일 : 지방도 제505호선에 편입되면서 폐지[3]

## 주요 경유지

### 전북특별자치도
- 무주군
  - 설천면 무항삼거리 - 남대천교

### 충청북도
- 영동군
  - 용화면 남대천교 - 용화교 - 용화삼거리 - 용화초등학교 - 용화리(내룡리) - 용화재(해발 486m) - 자계리 - 도덕재(해발 450m)
  - 학산면 도덕재(해발 450m) - 도덕리 - 도덕교 - 범화리 - 범화초등학교(폐교) - 범화교 - 봉림리 - 묵정교
  - 양강면 묵정교 - 묵정 교차로

## 도로명
- 무주군 설천면 무항삼거리 ~ 영동군 용화면 용화삼거리 : 민주지산로
- 영동군 용화면 용화삼거리 ~ 양강면 묵정 교차로 : 용화양강로

## 같이 보기
- 지방도 제505호선